# Baltsar

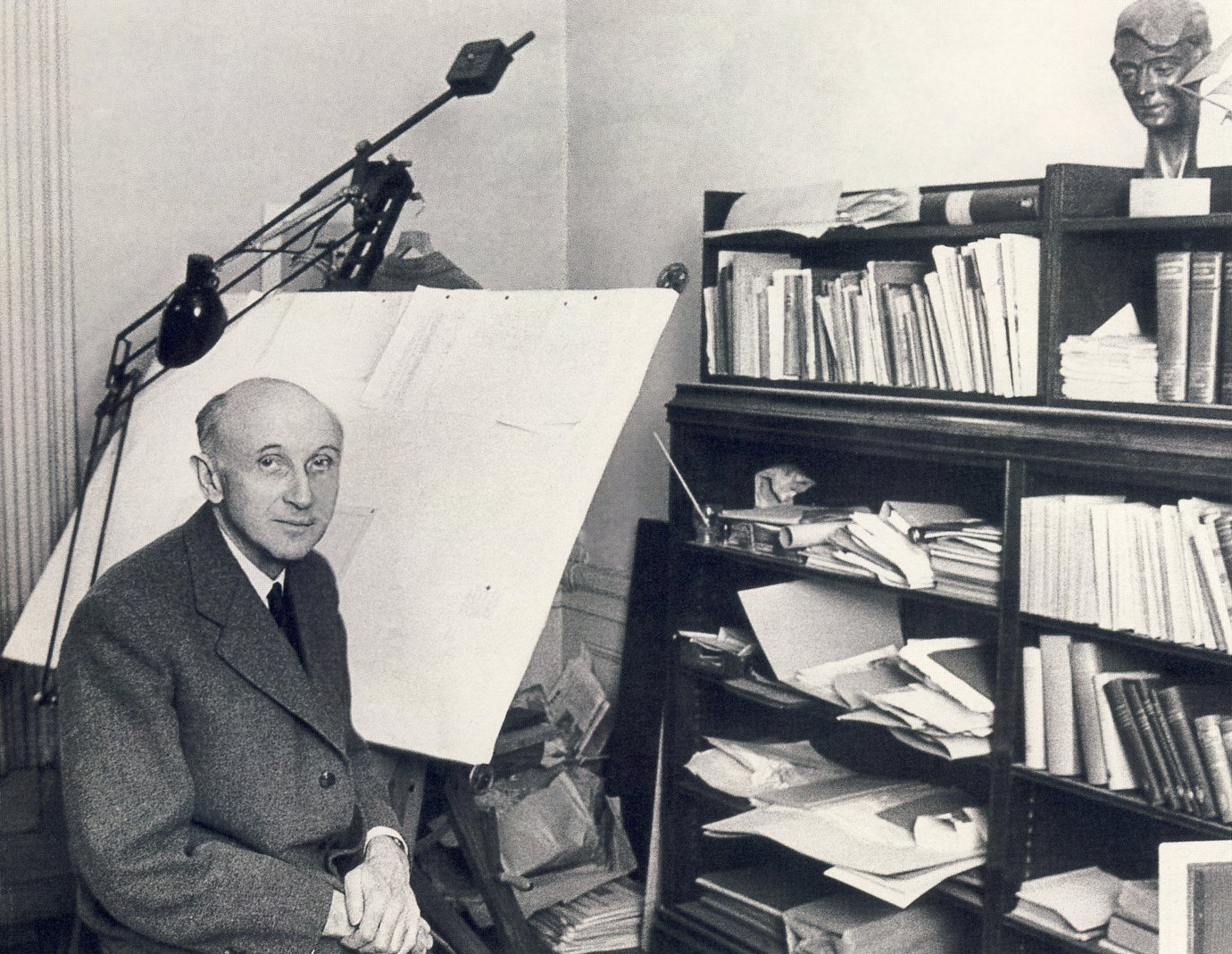
Baltzar von Platen, 1960.

Baltsar, alternativt Baltzar, Baltasar eller Balthasar, är ett mansnamn med bibliskt ursprung. Det hebreiska בֵּלְשַׁאצַּר (Belshatzzar) kommer från det akkadiska Bel-sarra-usur "Baal skydde konungen". Balthasar var enligt kristen mytologi jämte Kasper och Melker en av de tre vise män som uppvaktade Jesus vid hans födelse. Jämför även namnet på Babylons sista kung, Belsassar.
Baltsar har inte haft samma framgång de senaste åren som namnsdagsgrannarna Kasper och Melker. Det är fortfarande ett av de ovanligaste mansnamnen i den svenska almanackan. Den 31 december 2005 fanns det totalt 394 personer i Sverige med namnet Baltsar eller Baltzar, varav 83 med det som tilltalsnamn. År 2003 fick 20 pojkar namnet, varav 4 fick det som tilltalsnamn.
Namnsdag: 6 januari – trettondedag jul sedan 2001. Under 1900-talet hade han namnsdag 29 maj.

## Personer med namnet Baltsar/Baltzar
- Baltzar von Platen (1766-1829) byggde Göta kanal.
- Baltzar von Platen (1804-1875), politiker och utrikesminister.
- Baltzar von Platen (1898-1984), uppfinnare av ett kylskåp.
- Balthasar Bekker (1634-1698), nederländsk rationalist.

## Personer med efternamnet
- Hans Urs von Balthasar (1905-1988), schweizisk teolog.

## Fiktiva personer med efternamnet Baltsar/Baltzar/Balzar
- Ingeborg Balzar, titelfigur i Hjalmar Bergmans roman Chefen fru Ingeborg från 1924.[2]
- Professor Balthazar, animerad TV-serie